# ارکیده بال سبز
ارکیده بال سبز (نام علمی: Anacamptis morio) نام یک گونه از سرده هرمی است. این گیاه از خانودهٔ گیاهان گلدار ثعلبیان است و معمولاً دارای گل‌های به رنگ بنفش است. محدوده پراکنش این گیاه در اروپا و خاورمیانه است.
این گیاه اوایل ماه فوریه در فرانسه و سایر کشورها گل می‌دهد. گل‌برگ‌های آن به‌طور عمده بنفش است اما گاهی به رنگ سفید، صورتی تا بنفش پر رنگ هم مشاهده می‌شوند. در حدود ۵ الی ۲۵ گل به صورت دسته‌ای و آویزان در بالای ساقه‌ای منفرد رشد می‌کنند. برگ‌ها سبز و بدون لکه هستند. قد این گیاه به ۴۰ سانتی‌متر هم می‌رسد. گیاهان منفرد ممکن است تا ۱۷ سال گل بدهند. ارکیده بال سبز بومی اوراسیای غربی است و از اروپا تا ایران، جزایر انگلیس، ولز و ایرلند یافت می‌شود. این گیاه همچنین می‌تواند در چمنزارهای مراتع خشک و مرطوب رشد کند. در قاره اروپا نیز در مراتع کوهستانی آلپ قابل مشاهده است. حداکثر ارتفاع قابل رشد برای این ارکیده ارتفاع ۱۵۰۰ تا ۲۰۰۰ متری است.
گرده‌افشانی ارکیده بال سبز با کمک زنبورها صورت می پذیرد. گل‌ها شهد تولید نمی‌کنند اما با ظاهر بصری فریبنده، می‌توانند گرده‌افشان‌ها (زنبورها و سایر) را به خود جلب نمایند. این مکانیزم فریبندگی شهد، اختلاط گرده بین گیاهان مختلف را تسهیل و تنوع ژنتیکی را در گونه‌ها افزایش می‌دهد.

## نگارخانه

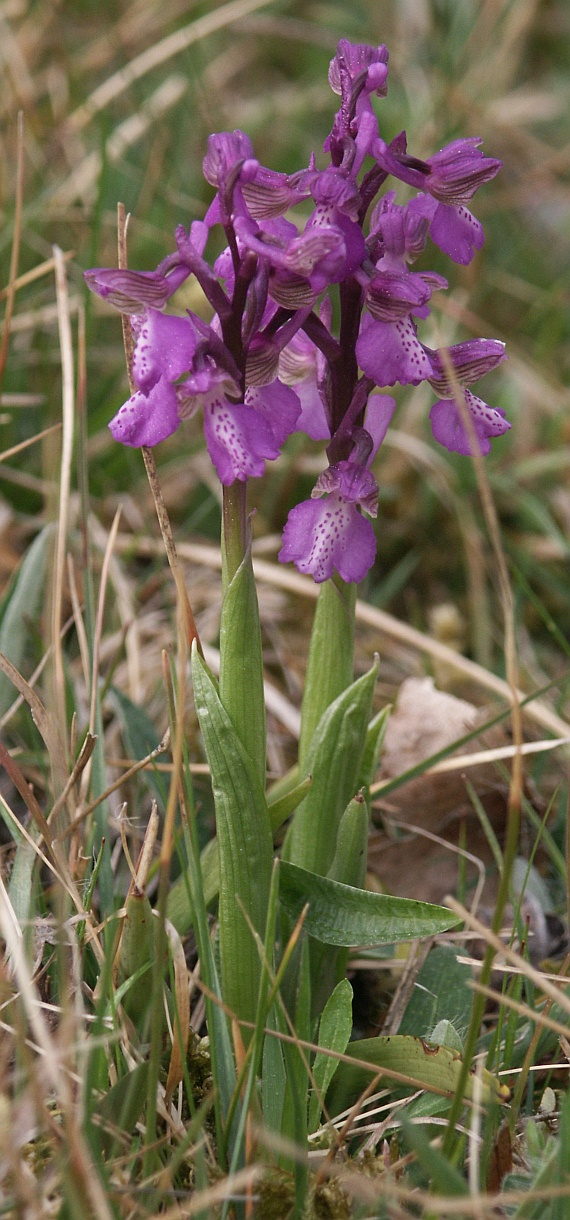